# Waleri Iwanow
Waleri Wladimirowitsch Iwanow (russisch Валерий Владимирович Иванов; * 28. September 1969 in Makinsk) ist ein ehemaliger kasachischer Biathlet.
Iwanow lebt in Makinsk und startete für den Armeeklub ZSKA. Der mit Inna Scheschkil verheiratete Soldat begann 1985 mit dem Biathlonsport. Seit Mitte der 1990er Jahre nahm er an Rennen des Biathlon-Weltcups teil. Erster Höhepunkt wurden die Biathlon-Weltmeisterschaften 1995 in Antholz. Der Kasache wurde 30. des Einzels, 25. des Sprints und mit Dmitri Pantow, Aleksandr Menshchikov und Dmitri Posdnjakow als Startläufer 15. mit der Staffel. Nächstes Großereignis wurden die Winter-Asienspiele 1996 in Harbin, bei denen Iwanow den Titel im Einzel gewann. Zudem sicherte er sich gemeinsam mit Sergei Abdukarow, Michail Lepjoschkin und Pantow einen weiteren Titel im Staffelrennen. Zudem wurde er hinter Pantow Zweiter im Sprint. In Osrblie folgte 1998 die zweite Teilnahme an  Biathlon-Weltmeisterschaften. Im Einzel kam er auf den 44. Platz, wurde mit Pantow, Serguei Abdoukarov und Posdnjakow 18. im Staffelrennen und mit diesen Dreien zudem Elfter im Mannschaftswettbewerb. In seiner letzten internationalen Saison 1997/98 erreichte er in einem Sprint in Ruhpolding mit Platz zehn sein bestes Weltcupresultat. Letzter Höhepunkt und Karriereende wurden die Olympischen Winterspiele 1998 in Nagano. Iwanow kam in allen möglichen drei Rennen zum Einsatz. Im Einzel wurde er 52., im Sprint 31. und mit Pantow, Posdnjakow und Menschikow 16. mit der Staffel.

## Biathlon-Weltcup-Platzierungen
Die Tabelle zeigt alle Platzierungen (je nach Austragungsjahr einschließlich Olympische Spiele und Weltmeisterschaften).
- 1.–3. Platz: Anzahl der Podiumsplatzierungen
- Top 10: Anzahl der Platzierungen unter den ersten zehn (einschließlich Podium)
- Punkteränge: Anzahl der Platzierungen innerhalb der Punkteränge (einschließlich Podium und Top 10)
- Starts: Anzahl gelaufener Rennen in der jeweiligen Disziplin
- Staffel: inklusive Mixed-Staffel

| Platzierung                                    | Einzel | Sprint | Verfolgung | Massenstart | Team | Staffel | Gesamt |
| ---------------------------------------------- | ------ | ------ | ---------- | ----------- | ---- | ------- | ------ |
| 1. Platz                                       |        |        |            |             |      |         |        |
| 2. Platz                                       |        |        |            |             |      |         |        |
| 3. Platz                                       |        |        |            |             |      |         |        |
| Top 10                                         |        | 1      |            |             |      |         | 1      |
| Punkteränge                                    |        | 4      | 1          |             | 2    | 4       | 11     |
| Starts                                         | 19     | 22     | 3          |             | 2    | 4       | 50     |
| Stand: Karriereende, Daten wohl nicht komplett |        |        |            |             |      |         |        |